# Nectandra nitida
Nectandra nitida Mez – gatunek rośliny z rodziny wawrzynowatych (Lauraceae Juss.). Występuje naturalnie na obszarze od środkowej części Meksyku przez Amerykę Centralną aż po Kolumbię. 

## Morfologia
PokrójZimozielone drzewo dorastające do 15 m wysokości. Gałęzie są owłosione.
LiścieMają eliptyczny kształt. Mierzą 8–15 cm długości oraz 3–6 szerokości. Są lekko owłosione od spodu. Nasada liścia jest ostrokątna. Wierzchołek jest ostry.
KwiatySą zebrane w wiechy. Rozwijają się w kątach pędów. Dorastają do 12 cm długości. Płatki okwiatu pojedynczego mają białą barwę. Są niepozorne – mierzą 3–6 mm średnicy. Wydzielają zapach.
OwocePestkowce o elipsoidalnym kształcie. Osiągają 13 mm długości oraz 8 mm średnicy.

## Biologia i ekologia
Rośnie w wiecznie zielonych lasach i lasach wtórnych. Występuje na wysokości do 1000 m n.p.m. Kwitnie od kwietnia do czerwca, natomiast owoce pojawiają się od września do stycznia.